# Розамонд (Каліфорнія)
Розамонд (англ. Rosamond) — переписна місцевість (CDP) в США, в окрузі Керн штату Каліфорнія. Населення — 20 961 особа (2020).

## Географія
Розамонд розташований за координатами 34°51′56″ пн. ш. 118°12′53″ зх. д. / 34.86556° пн. ш. 118.21472° зх. д. (34.865627, -118.214767).  За даними Бюро перепису населення США в 2010 році переписна місцевість мала площу 135,55 км², з яких 134,99 км² — суходіл та 0,56 км² — водойми.

## Демографія
Згідно з переписом 2010 року, у переписній місцевості мешкало 18 150 осіб у 6197 домогосподарствах у складі 4487 родин. Густота населення становила 134 особи/км².  Було 6968 помешкань (51/км²).
Расовий склад населення:
| - 62,2 % — білих - 8,1 % — чорних або афроамериканців - 3,6 % — азіатів - 1,2 % — корінних американців - 0,4 % — вихідців з тихоокеанських островів - 18,0 % — осіб інших рас |

До двох чи більше рас належало 6,5 %. Частка іспаномовних становила 34,3 % від усіх жителів.
За віковим діапазоном населення розподілялося таким чином: 29,1 % — особи молодші 18 років, 62,7 % — особи у віці 18—64 років, 8,2 % — особи у віці 65 років та старші. Медіана віку мешканця становила 32,0 року. На 100 осіб жіночої статі у переписній місцевості припадало 100,6 чоловіків;  на 100 жінок у віці від 18 років та старших — 100,2 чоловіків також старших 18 років.
Середній дохід на одне домашнє господарство  становив 66 207 доларів США (медіана — 58 265), а середній дохід на одну сім'ю — 68 461 долар (медіана — 60 959). Медіана доходів становила 51 193 долари для чоловіків та 37 514 долари для жінок. За межею бідності перебувало 18,7 % осіб, у тому числі 29,1 % дітей у віці до 18 років та 1,4 % осіб у віці 65 років та старших.
Цивільне працевлаштоване населення становило 7099 осіб. Основні галузі зайнятості: освіта, охорона здоров'я та соціальна допомога — 19,6 %, публічна адміністрація — 16,0 %, виробництво — 13,3 %, мистецтво, розваги та відпочинок — 12,2 %.